# Maciej Pilitowski
Maciej Pilitowski (ur. 27 października 1990 w Ciechanowie) – polski piłkarz ręczny, środkowy rozgrywający, od 2018 zawodnik MKS-u Kalisz.

## Kariera sportowa
Wychowanek Juranda Ciechanów. Następnie uczeń i zawodnik SMS-u Gdańsk. W sezonie 2008/2009, w którym rozegrał 21 meczów i rzucił 109 bramek, był jego najlepszym strzelcem w I lidze. W sezonie 2009/2010 był graczem AZS-AWFiS Gdańsk (w Ekstraklasie nie zadebiutował). W latach 2010–2014 był zawodnikiem Piotrkowianina Piotrków Trybunalski, w którego barwach występował przez trzy sezony w Superlidze, a przez jeden w I lidze.
W latach 2014–2018 był graczem MMTS-u Kwidzyn. W sezonie 2016/2017 przeszedł operację kontuzjowanego barku, przez co pauzował kilka miesięcy. W sezonie 2017/2018, po powrocie do pełnej dyspozycji, rozegrał w Superlidze 29 meczów i zdobył 81 goli. W lipcu 2018 przeszedł do MKS-u Kalisz. W sezonie 2018/2019, w którym rozegrał 36 spotkań i rzucił 112 bramek, otrzymał nominację do nagrody dla najlepszego środkowego rozgrywającego Superligi.
Grał w reprezentacji Polski juniorów i młodzieżowców. Kontuzja uniemożliwiła mu występ w otwartych mistrzostwach Europy U-19 w Göteborgu (2009). Powoływany był również do reprezentacji Polski B, w barwach której występował w turniejach towarzyskich.
W reprezentacji Polski zadebiutował 4 stycznia 2013 w meczu z Węgrami (27:27) podczas Turnieju Noworocznego. Pierwszego gola w narodowych barwach zdobył 4 czerwca 2013 w przegranym spotkaniu ze Szwecją (27:29) podczas turnieju Scandinavian Open. W grudniu 2013 trener Michael Biegler powołał go do szerokiej kadry na mistrzostwa Europy w Danii (2014). Na początku stycznia 2014 wystąpił w turnieju towarzyskim na Węgrzech. W kolejnych latach nie grał w kadrze.
Do gry w reprezentacji powrócił w 2019, kiedy trenerem został Patryk Rombel. W eliminacjach do mistrzostw Europy 2020 rozegrał cztery mecze i zdobył sześć goli.

## Życie prywatne
Starszy brat piłkarza ręcznego Konrada Pilitowskiego.

## Osiągnięcia
Indywidualne
- 9. miejsce w klasyfikacji najlepszych strzelców I ligi: 2008/2009 (109 bramek; SMS Gdańsk)[3]
- Nominacja do nagrody dla najlepszego środkowego rozgrywającego Superligi: 2018/2019 (MKS Kalisz)[8]